# Златка липовая
Златка липовая или златка радужная липовая (Lamprodila rutilans) — вид жуков из рода Lamprodila семейства златок.

## Описание
Длина тела 11—15 мм. Общая окраска тела ярко-зелёная, с сильным металлическим блеском. Вдоль боков переднеспинки и надкрылий проходит золотисто-красная полоса. Надкрылья имеют черноватые рельефные пятнышка в междурядьях. Нижняя сторона тела ярко-зеленая. Голова короткая с вертикальным лбом. Переднеспинка в задней части имеет почти параллельные края, сочленяется со среднеспинкой неподвижно. Усики 12-члениковые, слабо-пильчатые. Щиток крупный, поперечный. Надкрылья в задней трети дуговидно сужены.

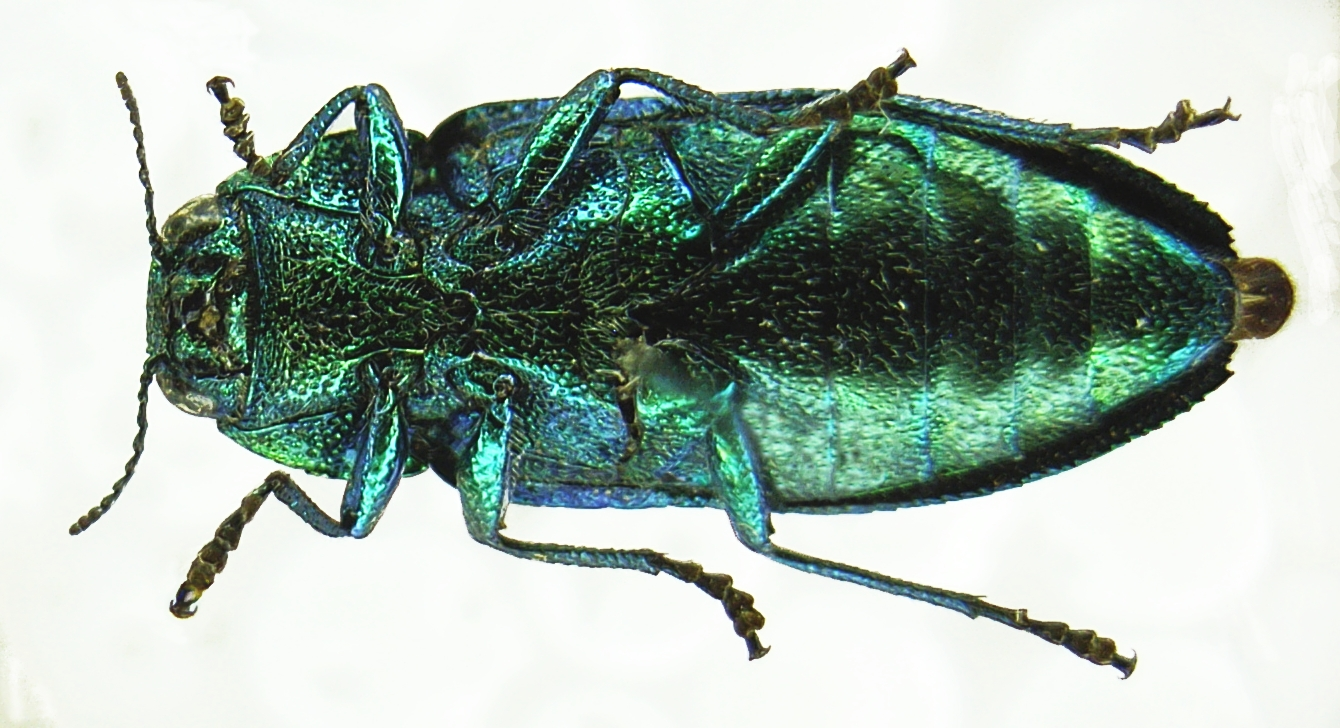
Нижняя сторона тела

## Ареал
Вид встречается в Западной и Южной Европе, европейской части бывшего СССР (на север до Воронежской области) и на юге Русской равнины (за исключением её юго-восточных районов), а также обитает в Закавказье, на Украине (лесостепь, Закарпатье), в Крыму, в северной Африке (Алжир).

## Биология

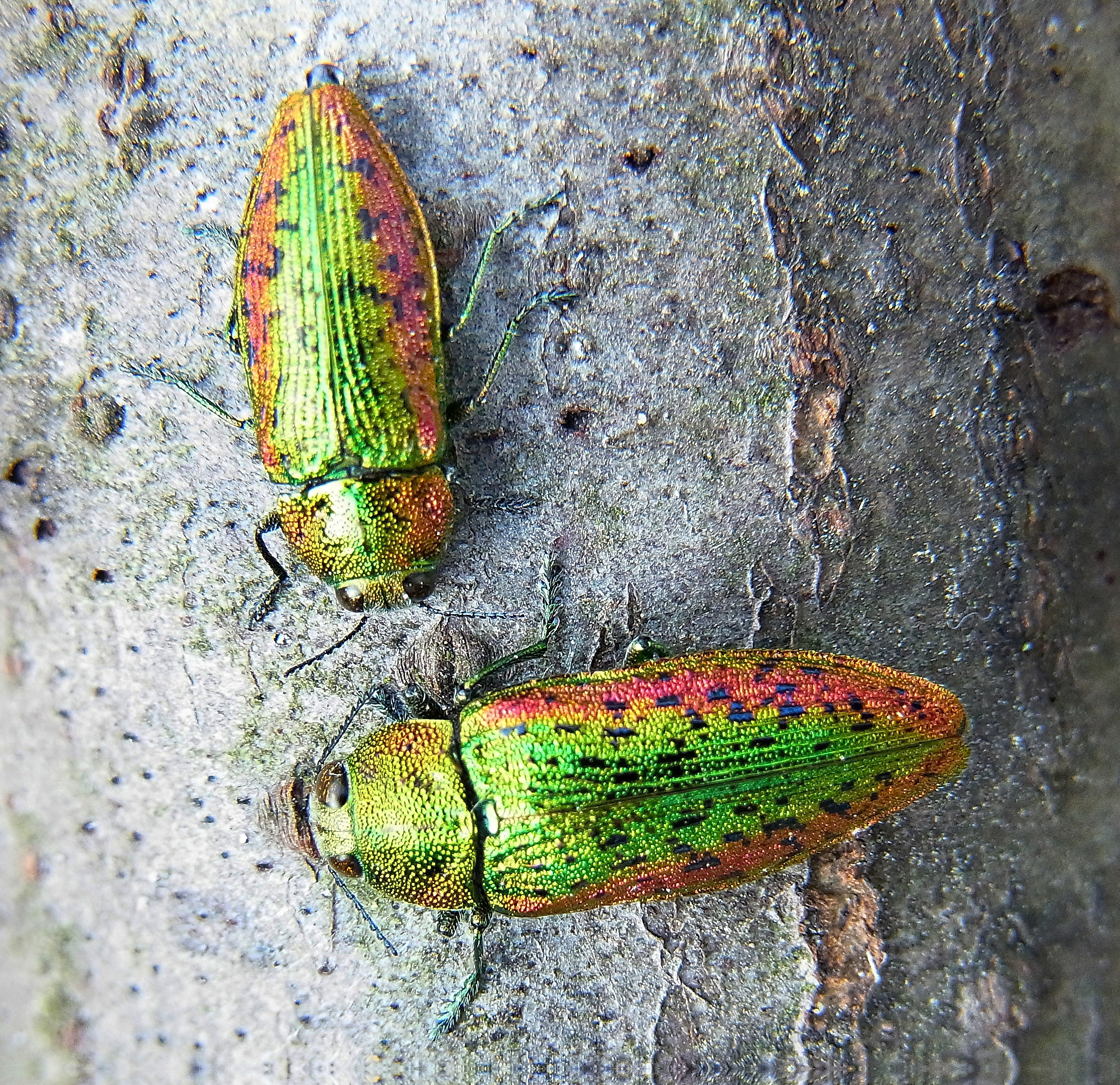

Лёт жуков с конца мая до июля. Предпочитает прогреваемые солнцем опушки и поляны. Яйца откладывает на ослабленные и мертвые деревья, находящиеся на солнцепеке. Личинки развиваются в древесине лип, иногда ивы, бука, возможно граба и конского каштана. Личинки развиваются под корой и в древесине стволов и крупных веток этих деревьев. За год развивается одно поколение.